# پارامترهای امپدانس
پارامترهای امپدانس یا پارامترهای Z (عناصر ماتریس امپدانس یا ماتریس Z) خصوصیاتی هستند که در مهندسی برق، مهندسی الکترونیک و مهندسی سیستم‌های ارتباطی برای توصیف رفتار الکتریکی شبکه‌های الکتریکی خطی مورد استفاده قرار می‌گیرند. آن‌ها همچنین برای توصیف پاسخ سیگنال کوچک (خطی) شبکه‌های غیرخطی استفاده می‌شوند. آن‌ها اعضای یک خانواده از پارامترهای مشابه مورد استفاده در مهندسی الکترونیک هستند، مثالهای دیگر: پارامترهای S, پارامترهای Y, پارامترهای H، پارامترهای T یا پارامترهای ABCD.
پارامترهای Z همچنین به عنوان پارامترهای امپدانس مدار باز شناخته می‌شوند زیرا در شرایط مدار باز محاسبه می‌شوند. یعنی I x = ۰، که x = ۱٬۲ به ترتیب به جریان‌های ورودی و خروجی که از طریق درگاه‌ها جریان دارند (از یک شبکه دو دهانه در این حالت) هستند.

## ماتریس Z- پارامتر
برای تعریف شبکه چند پورت عمومی، فرض بر این است که هر یک از پورت اختصاص داده عدد صحیح n از ۱ تا N، که در آن N تعداد کل درگاه‌ها است. برای درگاه n، تعریف پارامتر Z از نظر جریان جریان پورت و ولتاژ پورت ، {\displaystyle I_{n}\,} و {\displaystyle V_{n}\,} به ترتیب.
برای کلیه درگاه‌ها، ولتاژها از نظر ماتریس پارامتر Z و جریان‌ها با معادله ماتریس زیر قابل تعریف هستند:
{\displaystyle V=ZI\,}
با توجه به پیچیدگی شبکه‌های توزیع، محاسبه ماتریس امپدانس برای این شبکه‌ها دشوار است. برای محاسبه ماتریس امپدانس از دو روش محاسبه مستقیم و غیرمستقیم می‌توان استفاده کرد.

## شبکه‌های دو دهانه

مدار معادل برای پارامترهای Z از یک شبکه دو دهانه.

مدار معادل برای پارامترهای Z از یک شبکه دو دهانه متقابل است.

ماتریس پارامتر Z برای شبکه دو دهانه احتمالاً رایج‌ترین است. در این حالت رابطه بین جریان دهانه (پورت‌ها)، ولتاژ دهانه و ماتریس پارامتر Z توسط داده می‌شود:
{\displaystyle {\begin{pmatrix}V_{1}\\V_{2}\end{pmatrix}}={\begin{pmatrix}Z_{11}&Z_{12}\\Z_{21}&Z_{22}\end{pmatrix}}{\begin{pmatrix}I_{1}\\I_{2}\end{pmatrix}}} .
که
{\displaystyle Z_{11}={V_{1} \over I_{1}}{\bigg |}_{I_{2}=0}\qquad Z_{12}={V_{1} \over I_{2}}{\bigg |}_{I_{1}=0}}
{\displaystyle Z_{21}={V_{2} \over I_{1}}{\bigg |}_{I_{2}=0}\qquad Z_{22}={V_{2} \over I_{2}}{\bigg |}_{I_{1}=0}}
برای حالت کلی شبکه N دهانه،
{\displaystyle Z_{nm}={V_{n} \over I_{m}}{\bigg |}_{I_{k}=0{\text{ for }}k\neq m}}

## رابطه با پارامترهای S
پارامترهای Z یک شبکه به پارامترهای S مربوط به
{\displaystyle {\begin{aligned}Z&={\sqrt {z}}(1_{\!N}+S)(1_{\!N}-S)^{-1}{\sqrt {z}}\\&={\sqrt {z}}(1_{\!N}-S)^{-1}(1_{\!N}+S){\sqrt {z}}\\\end{aligned}}}
و
{\displaystyle {\begin{aligned}S&=({\sqrt {y}}Z{\sqrt {y}}\,-1_{\!N})({\sqrt {y}}Z{\sqrt {y}}\,+1_{\!N})^{-1}\\&=({\sqrt {y}}Z{\sqrt {y}}\,+1_{\!N})^{-1}({\sqrt {y}}Z{\sqrt {y}}\,-1_{\!N})\\\end{aligned}}}
که {\displaystyle 1_{\!N}} ماتریس همانی است، {\displaystyle {\sqrt {z}}} یک ماتریس قطری است که دارای ریشه مربع امپدانس مشخصه در هر دهانه (پورت) به عنوان عناصر غیر صفر آن است،
{\displaystyle {\sqrt {z}}={\begin{pmatrix}{\sqrt {z_{01}}}&\\&{\sqrt {z_{02}}}\\&&\ddots \\&&&{\sqrt {z_{0N}}}\end{pmatrix}}}

### دو دهانه
در حالت ویژه شبکه دو دهانه، با همان امپدانس مشخصه {\displaystyle z_{01}=z_{02}=Z_{0}} در هر دهانه، عبارات فوق کاهش می‌یابد به
{\displaystyle Z_{11}={((1+S_{11})(1-S_{22})+S_{12}S_{21}) \over \Delta _{S}}Z_{0}\,}
{\displaystyle Z_{12}={2S_{12} \over \Delta _{S}}Z_{0}\,}
{\displaystyle Z_{21}={2S_{21} \over \Delta _{S}}Z_{0}\,}
{\displaystyle Z_{22}={((1-S_{11})(1+S_{22})+S_{12}S_{21}) \over \Delta _{S}}Z_{0}\,}
که
{\displaystyle \Delta _{S}=(1-S_{11})(1-S_{22})-S_{12}S_{21}\,}
پارامترهای دو پورت S ممکن است با استفاده از عبارات زیر از پارامترهای Z دو دهانه معادل بدست آید
{\displaystyle S_{11}={(Z_{11}-Z_{0})(Z_{22}+Z_{0})-Z_{12}Z_{21} \over \Delta }}
{\displaystyle S_{12}={2Z_{0}Z_{12} \over \Delta }\,}
{\displaystyle S_{21}={2Z_{0}Z_{21} \over \Delta }\,}
{\displaystyle S_{22}={(Z_{11}+Z_{0})(Z_{22}-Z_{0})-Z_{12}Z_{21} \over \Delta }}
که
{\displaystyle \Delta =(Z_{11}+Z_{0})(Z_{22}+Z_{0})-Z_{12}Z_{21}\,}

## ارتباط با پارامترهای Y
تبدیل از پارامترهای Y به پارامترهای Z بسیار ساده‌تر است، زیرا ماتریس پارامتر Z فقط معکوس ماتریس پارامترهای Y است. برای دو دهانه:
{\displaystyle Z_{11}={Y_{22} \over \Delta _{Y}}\,}
{\displaystyle Z_{12}={-Y_{12} \over \Delta _{Y}}\,}
{\displaystyle Z_{21}={-Y_{21} \over \Delta _{Y}}\,}
{\displaystyle Z_{22}={Y_{11} \over \Delta _{Y}}\,}
که
{\displaystyle \Delta _{Y}=Y_{11}Y_{22}-Y_{12}Y_{21}\,}
دترمینان ماتریس پارامترY است.